# 195 (nombre)
« Cent quatre-vingt-quinze » redirige ici. Pour l'année, voir 195.
195 (cent quatre-vingt-quinze  ou cent nonante-cinq) est l'entier naturel qui suit 194 et qui précède 196.

## En mathématiques
Cent quatre-vingt-quinze est :
- Un nombre sphénique.
- La somme de onze nombres premiers consécutifs (3 + 5 + 7 + 11 + 13 + 17 + 19 + 23 + 29 + 31 + 37).
- Un des quelques nombres impairs à être entouré de part et d'autre par des nombres premiers jumeaux.
- Un nombre Harshad.

## Dans d'autres domaines
Cent quatre-vingt-quinze est aussi :
- Le nombre précis de mètres au-delà des 42 kilomètres pour la distance du marathon moderne (42,195 kilomètres).
- Années historiques : -195, 195